# Городу-Герою Севастополю
Обелиск «Городу-Герою Севастополю» (народное название — «Штык и парус») — монумент в Севастополя, расположенный на мысе Хрустальный. Именно с этого мыса был дан первый салют в честь освобождения города.
Обелиск является узнаваемым символом города.

## История

Штык и парус

8 мая 1965 года Президиум Верховного Совета СССР постановил вручить городу орден Ленина и медаль «Золотая звезда». На тот момент Севастополь уже был городом-героем (с 1 мая 1945 года), постановление подтвердило этот статус.
В соответствии с Положением о высшей степени отличия — звании «Город-Герой», утверждённым Указом Президиума Верховного Совета СССР от 8 мая 1965 года, в городе, удостоенном этого звания, устанавливался обелиск с изображением ордена Ленина, медали «Золотая Звезда» и текстом Указа Президиума Верховного Совета СССР. Поэтому на мысе Хрустальный 3 ноября 1977 года открыли обелиск, который оказался наибольшим по высоте из подобных сооружений в Городах-Героях.
Историк В. Г. Шавшин утверждал, что обелиск создавался «поспешно, к очередному юбилею — 60-летию Великого Октября.
В 1978 году у подножья обелиска были установлены пушки времен Первой обороны Севастополя, которые впоследствии переместились в музей.
Несовершенство технологий строительства привело к частичному обрушению монумента в начале XXI века. В 2010 году выдвигались предложения о сносе обелиска, ввиду того что мыс застроен многоэтажными домами, которые частично закрывают Штык. На месте монумента предполагалось строительство смотровой площадки.

## Архитектура

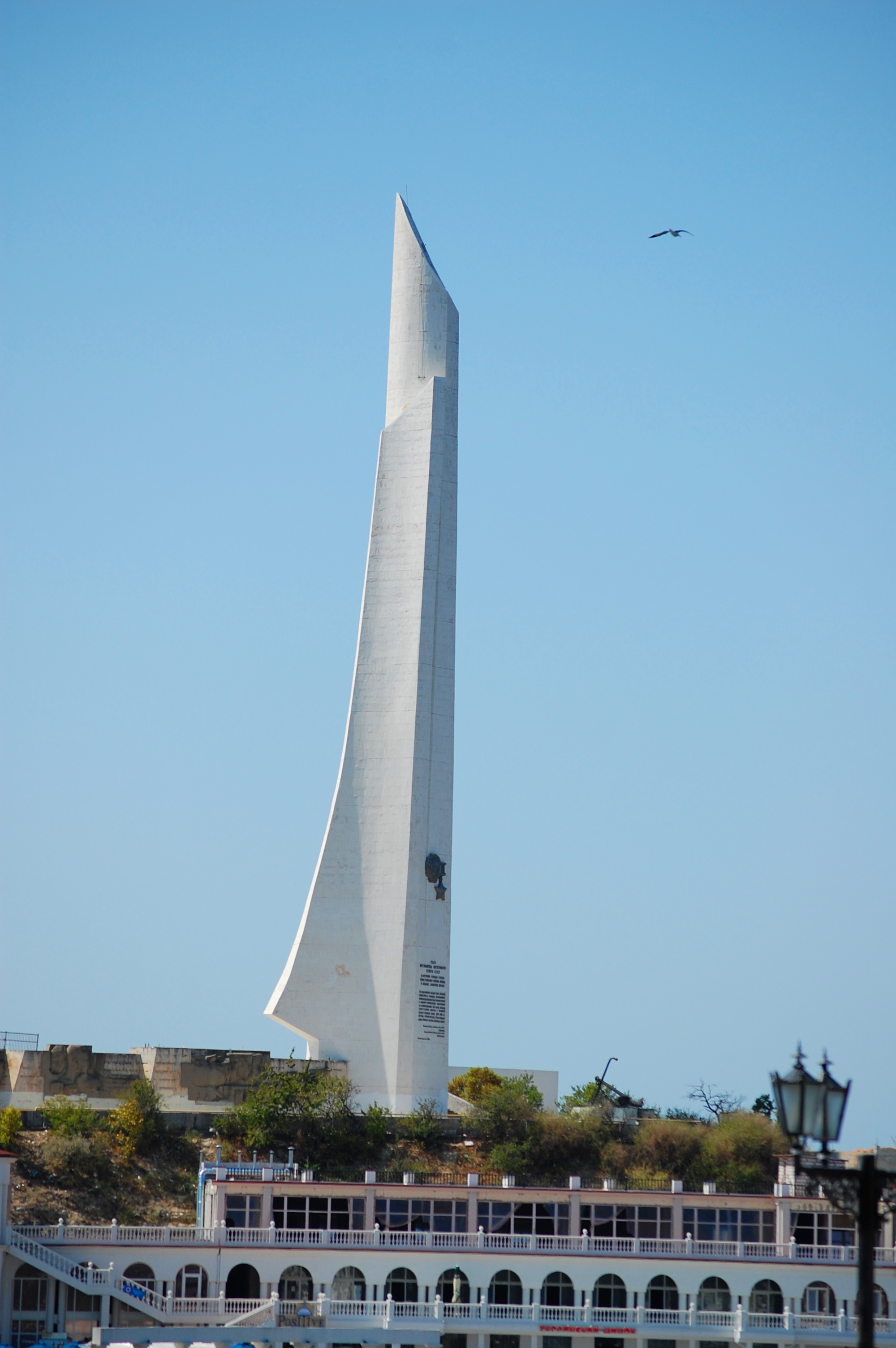
Общий вид

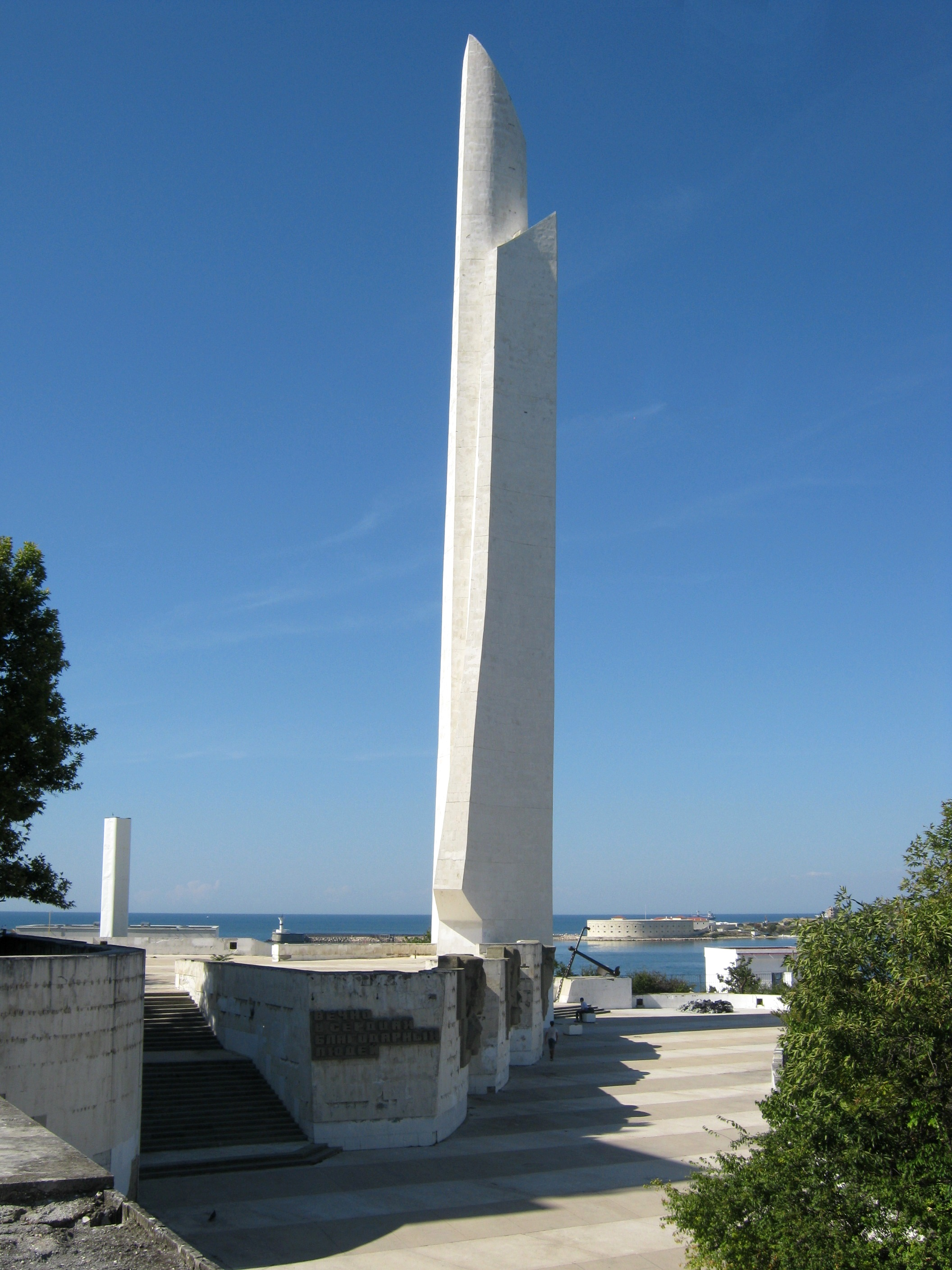
Вид с постаментом

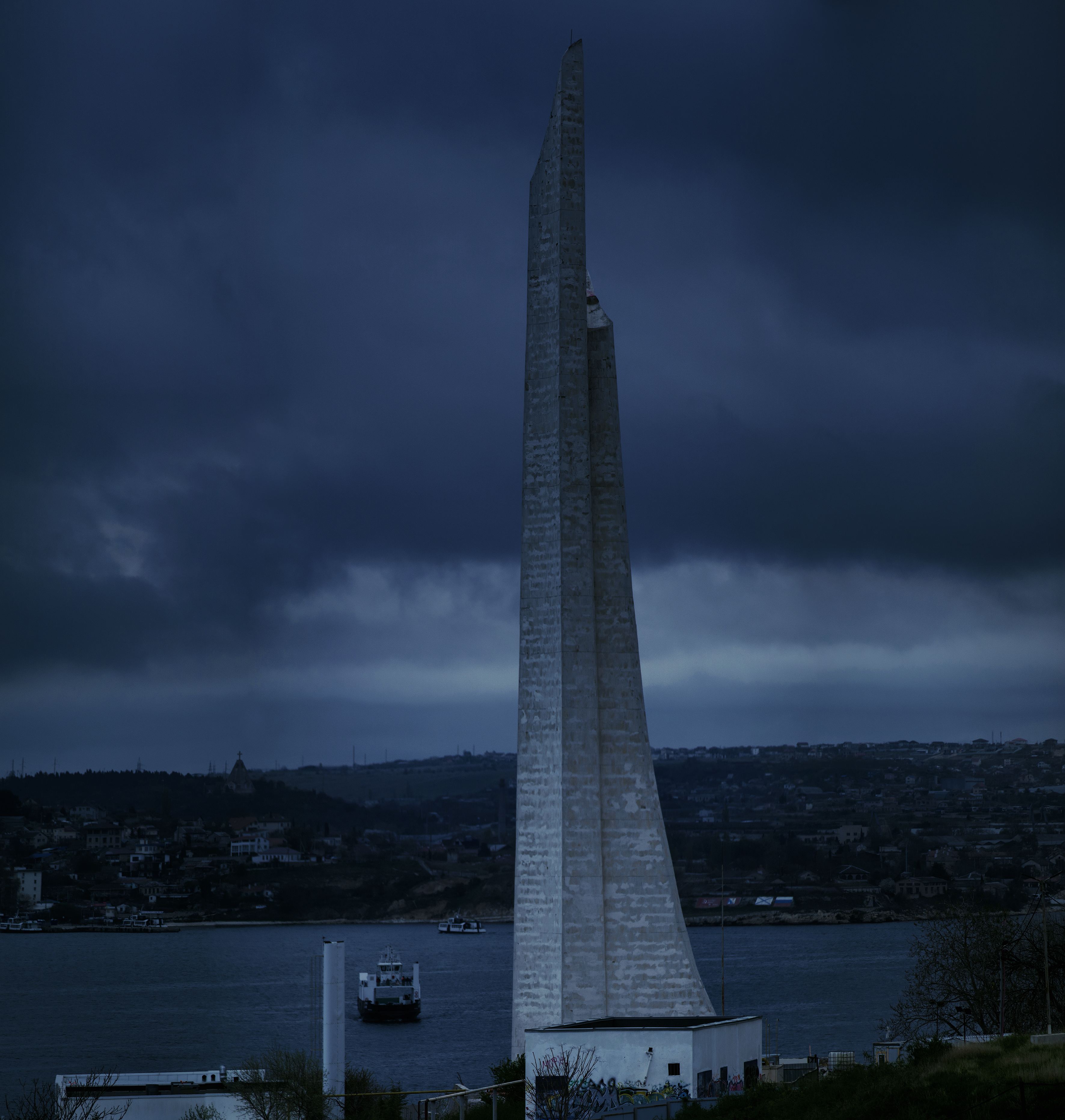
Obelisk "Bayonet and sail" in Sevastopol, 2023 (before the restoration)

Скульпторы монумента — И. В. Макогон, С. А. Чиж; архитекторы — М. Т. Катернога, И. Г. Шамсединов, Е. П. Вересов, А. И. Баглей, А. Л. Шеффер.
Обелиск выполнен в виде стилизованного штыка и паруса из монолитного железобетона, облицован плиткой из инкерманского известняка, по замыслу авторов, символизирует содружество армии и флота.
Сооружение стоит на грандиозном фундаменте, высота обелиска — 60,2 метра.
На монументе выгравирован указ о награждении города, и, собственно, сами награды — орден Ленина и медаль «Золотая звезда». Последняя также была увековечена на гербе города.
Текст указа гласит:

УКАЗ
ПРЕЗИДИУМА ВЕРХОВНОГО СОВЕТА СССР

О ВРУЧЕНИИ ГОРОДУ-ГЕРОЮ СЕВАСТОПОЛЮ ОРДЕНА ЛЕНИНА И МЕДАЛИ «ЗОЛОТАЯ ЗВЕЗДА»

За выдающиеся заслуги перед Родиной, мужество и героизм, проявленные трудящимися города Севастополя в борьбе с немецко-фашистскими захватчиками, и в ознаменование 20-летия победы советского народа в Великой Отечественной войне 1941-1945 гг. вручить городу-герою Севастополю орден Ленина и медаль «Золотая Звезда».

Председатель Президиума Верховного Совета СССР

А. МИКОЯН

Секретарь Президиума Верховного Совета СССР

Г. ГЕОРГАДЗЕ

Москва, Кремль. 8 мая 1965 г.
На одной из двух смотровых площадок также находятся барельефы, выполненные в духе позднего социалистического реализма.